# Georges Péclet
Georges Péclet (27 de julio de 1897 – 11 de enero de 1974) fue un actor, director y guionista de nacionalidad francesa.

## Biografía
Su verdadero nombre era Prosper Désiré Péclet, y nació en La Brillanne, Francia. 
Entre 1919 y 1957 actuó en más de ochenta producciones, buena parte de ellas cortometrajes. Fue ayudante de dirección en 1927, pasando a la dirección en 1928. 
Director de diez filmes en total, el último de 1960, fue igualmente guionista de cinco de ellos, produciendo una de las cintas.
Georges Péclet falleció en Marsella, Francia, en 1974.

## Filmografía completa

### Como actor
| - 1919 : Âmes corses, de Paul Barlatier y Gaston Mouru de Lacotte - 1924 : L'Aventureuse, de Paul Balatier - 1926 : L'Homme à l'Hispano, de Julien Duvivier - 1927 : Pardonnée, de Jean Cassagne (también ayudante de dirección) - 1927 : L'Agonie de Jérusalem, de Julien Duvivier - 1928 : Le Martyre de Sainte-Maxence, de Émile-Bernard Donatien - 1928 : Rayon de soleil (también director junto a Jean Gourguet) - 1929 : Le Mystère de la villa rose, de Louis Mercanton y René Hervil - 1929 : Napoleon auf St. Helena, de Lupu Pick - 1929 : Amour et carrefour (también director) - 1931 : L'Ensorcellement de Séville, de Benito Perojo - 1931 : Pour la voir de près, de Lucien Mayrargues - 1931 : La Berceuse magique, de Marcel Bothier y Noël Renard - 1931 : L'Inconstante, de Hans Behrendt y André Rigaud - 1931 : Niemandsland, de Victor Trivas y George Shdanoff - 1931 : Un monsieur qui suit les femmes, de Lucien Mayrargues - 1931 : Les Monts en flammes, de Luis Trenker y Joë Hamman - 1931 : Les Cinq Gentlemen maudits, de Julien Duvivier - 1931 : Le Train des suicidés, de Edmond T. Gréville - 1932 : Le Champion du régiment, de Henry Wulschleger - 1932 : L'Amour en vitesse, de Johannes Guter y Claude Heymann - 1932 : Violettes impériales, de Henry Roussel - 1932 : En vadrouille, de Lucien Mayrargues - 1932 : L'Affaire de la rue Mouffetard, de Pierre Weill - 1933 : Le Coq du régiment, de Maurice Cammage - 1933 : Mimosa bar, de Jacques de Casembroot - 1933 : La Nuit des dupes, de Pierre Weill y Maurice Labro - 1933 : Le Pardon, de Jacques de Rameroy - 1933 : Les Bleus du ciel, de Henri Decoin - 1933 : L'Indésirable, de Émile de Ruelle - 1933 : Les Vingt-huit Jours de Clairette, de André Hugon - 1933 : La Dernière Nuit, de Jacques de Casembroot - 1933 : Jacqueline fait du cinéma, de Jacques Deyrmon - 1934 : Les Bleus de la marine, de Maurice Cammage - 1934 : Le Billet de mille, de Marc Didier - 1934 : Les Hommes de la côte, de André Pellenc - 1934 : Un bout d'essai, de Walter Kapps y Émile-Georges De Meyst - 1934 : J'épouserai mon mari, de Maurice Labro y Pierre Weill - 1934 : Nous marions Solange, de Lucien Mayrargues - 1934 : Six trente cinq, de Pierre de Rameroy - 1934 : Une nuit de folies, de Maurice Cammage - 1935 : Princesse Tam Tam, de Edmond T. Gréville - 1935 : La Coqueluche de ces dames, de Gabriel Rosca | - 1935 : Un soir de bombe, de Maurice Cammage - 1935 : Le Grand Pari, de Maurice Chalon - 1935 : Une nuit de noces, de Georges Monca y Maurice Kéroul - 1935 : Golgotha, de Julien Duvivier - 1936 : Trois jours de perm', de Georges Monca y Maurice Kéroul - 1936 : 27, rue de la Paix, de Richard Pottier - 1936 : La Peur, de Victor Tourjansky - 1936 : Les Demi-vierges, de Pierre Caron - 1936 : Trois dans un moulin, de Pierre Weill - 1936 : Le Roi, de Pierre Colombier - 1936 : La Tentation, de Pierre Caron - 1936 : Tout va très bien madame la marquise, de Henry Wulschleger - 1936 : La Madonne de l'Atlantique, de Pierre Weill - 1937 : Pépé le Moko, de Julien Duvivier - 1937 : Neuf de trèfle, de Louis Mayrargues - 1937 : Les Hommes sans nom, de Jean Vallée - 1937 : L'Escadrille de la chance, de Max de Vaucorbeil - 1937 : Un soir à Marseille, de Maurice de Canonge - 1937 : La gran ilusión, de Jean Renoir - 1937 : Salónica, nido de espías, de Georg Wilhelm Pabst - 1938 : La Bête humaine, de Jean Renoir - 1938 : Paix sur le Rhin, de Jean Choux - 1938 : Le Héros de la Marne, de André Hugon - 1938 : Chéri-Bibi, de Léon Mathot - 1938 : La Marseillaise, de Jean Renoir - 1939 : Le Dernier Tournant, de Pierre Chenal - 1939 : Sur le plancher des vaches, de Pierre-Jean Ducis - 1939 : Yamilé sous les cèdres, de Charles d'Espinay - 1940 : L'Or du Cristobal, de Jean Stelli y Jacques Becker - 1940 : Une idée à l'eau, de Jean-Paul Le Chanois - 1940 : Narcisse, de Ayres d'Aguiar - 1941 : Le Club des soupirants, de Maurice Gleize - 1941 : Chefs de demain, de René Clément - 1941 : Ceux du ciel, de Yvan Noé - 1942 : Forte tête, de Léon Mathot - 1942 : Mariage d'amour, de Henri Decoin - 1942 : Le Grand Combat, de Bernard-Roland - 1942 : Mélodie pour toi, de Willy Rozier - 1942 : Haut le vent, de Jacques de Baroncelli - 1943 : Adrien, de Fernandel - 1943 : Le Brigand gentilhomme, de Émile Couzinet - 1943 : L'Homme sans nom, de Léon Mathot - 1943 : Le Soleil de minuit, de Bernard-Roland - 1943 : Feu Nicolas, de Jacques Houssin - 1943 : Le Mistral, de Jacques Houssin - 1943 : Mahlia la métisse, de Walter Kapps - 1944 : Le Bal des passants, de Guillaume Radot (también consejero técnico) - 1945 : Le Père Goriot, de Robert Vernay - 1947 : Chemins sans loi, de Guillaume Radot (también ayudante de dirección) - 1947 : La Kermesse rouge, de Paul Mesnier (también ayudante de dirección) - 1951 : Casabianca (también director) - 1957 : Du sang sous le chapiteau (también director) |

### Como director
- 1928 : Rayon de soleil, con Mona Goya (codirector junto a Jean Gourguet)
- 1929 : Amour et carrefour, con Georges Péclet (también guionista y productor)
- 1948 : La Grande Volière, con Albert Préjean, André Le Gall y Line Noro
- 1950 : Le Grand Cirque, con Pierre Larquey y Édouard Delmont (también guionista)
- 1951 : Casabianca, con Pierre Dudan, Gérard Landry, Alain Terrane, Jean Vilar y Georges Péclet (también guionista)
- 1952 : Les Révoltés du Danaé, con Jean Lara y Alain Terrane
- 1954 : Tabor, con Armand Mestral, Pierre Larquey, Thomy Bourdelle y Alain Terrane (también guion adaptado)
- 1957 : Du sang sous le chapiteau, con Achille Zavatta, Ginette Leclerc y Georges Péclet
- 1958 : Les Gaîtés de l'escadrille, con Raymond Bussières, Annette Poivre, Pauline Carton y Jean Tissier (también guionista)
- 1960 : L'espionne sera à Nouméa, avec Anouk Ferjac, Antoine Balpêtré, Cécile Aubry (también guionista)